# Arielulus aureocollaris
Arielulus aureocollaris és una espècie de ratpenat de la família dels vespertiliònids. Viu a Laos, Tailàndia i el Vietnam. El seu hàbitat natural són les zones muntanyoses amb boscos primaris o pertorbats. No hi ha cap amenaça significativa per a la supervivència d'aquesta espècie.